# Michel Bechet
Michel Bechet (* 25. Februar 1964 in Luxemburg) ist ein ehemaliger luxemburgischer Fußballspieler.
Bechets Heimatverein war Etzella Ettelbrück. Später spielte er noch für Aris Bonneweg. Am 9. Oktober 1982 wurde er beim EM-Qualifikationsspiel Luxemburgs gegen Griechenland in der zweiten Halbzeit eingewechselt. Es blieb sein einziger Einsatz in der luxemburgischen Fußballnationalmannschaft.  